# Sphyraena afra
Sphyraena afra és un peix teleosti de la família dels esfirènids i de l'ordre dels perciformes.

## Morfologia
Pot arribar als 205 cm de llargària total.

## Alimentació
Menja peixos i gambes.

## Distribució geogràfica
Es troba a les costes de l'Atlàntic oriental (des de Mauritània fins a Namíbia).